# Kabak tatlısı

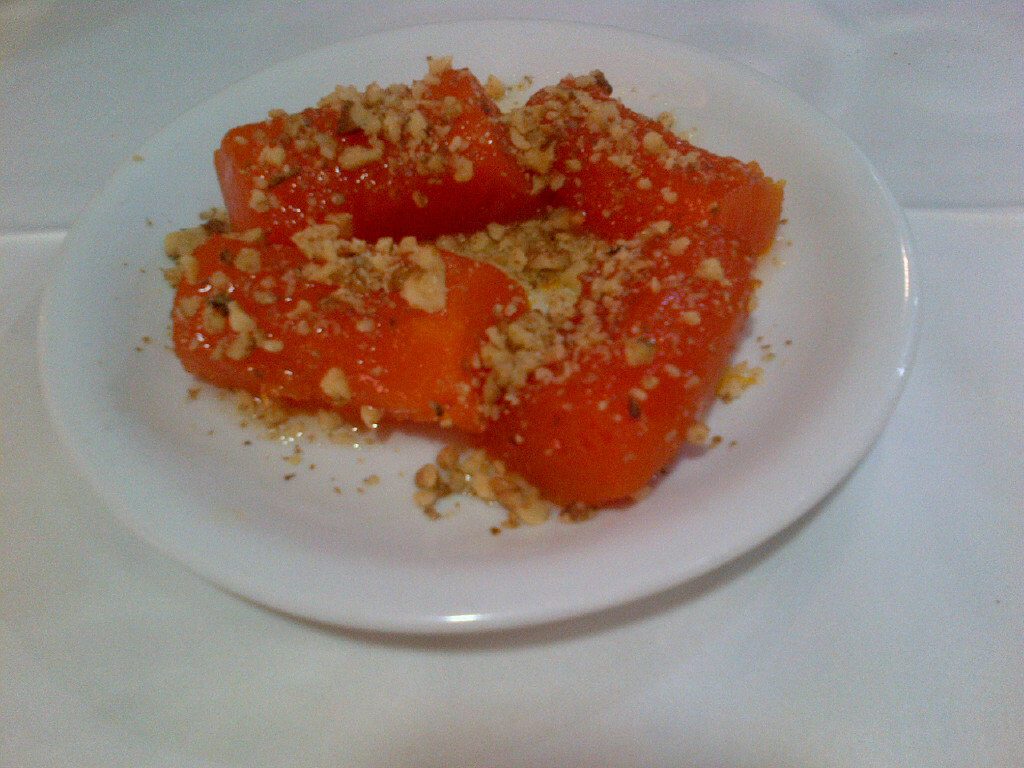
Kabak tatlısı amb nous.

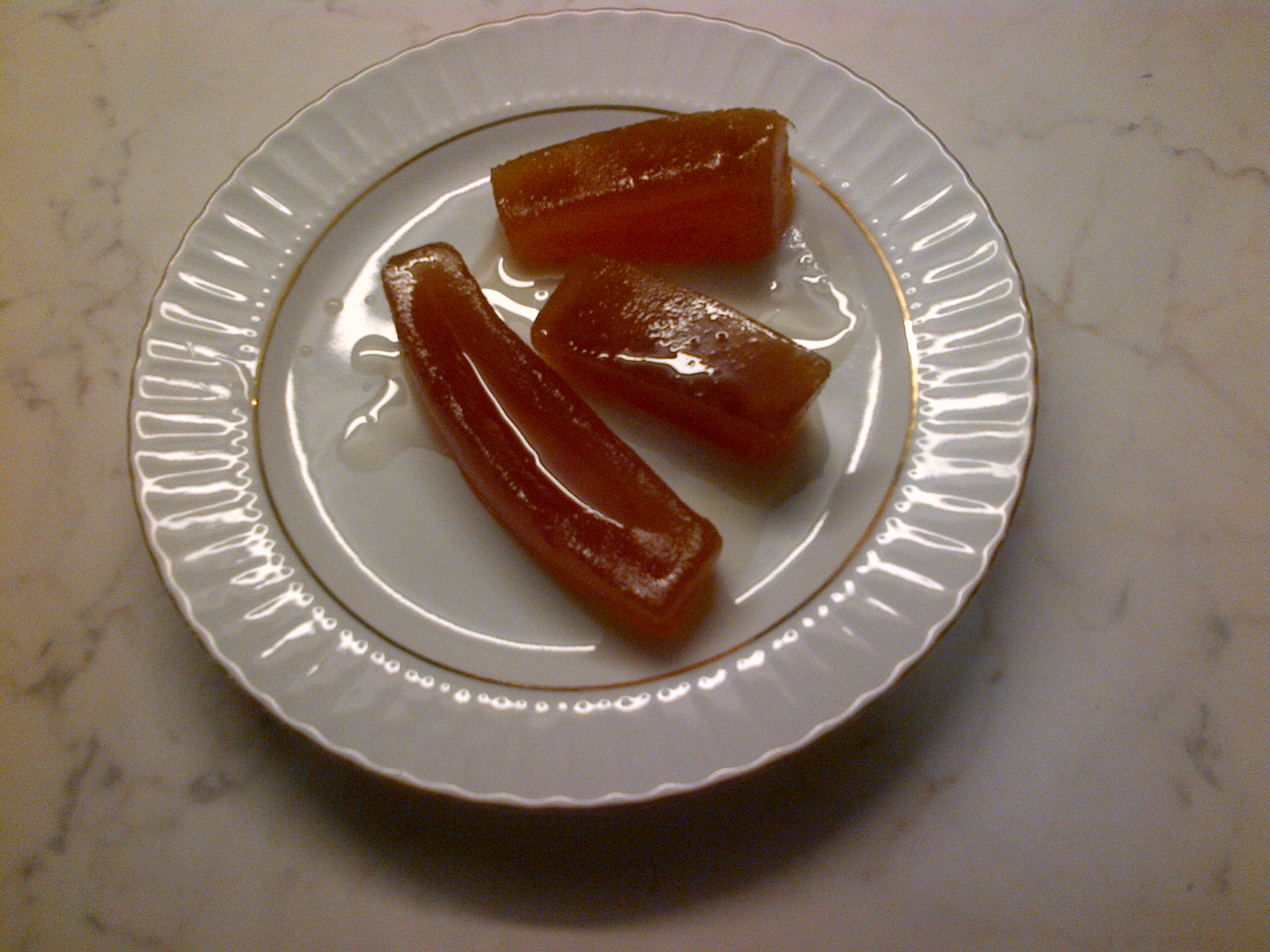
Kabak şekerlemesi o dolç de carabasses és diferent.

El Kabak tatlısı (turc de postres de carabasses) són unes postres tradicionals de la cuina turca fetes a base de carabasses i sucre.
Es prepara coent les carabasses pelades i trossejades en aigua o al forn. S'utilitza un got de sucre comú per quilo de carabasses. També es pot fer al forn. Un cop cuinat, se serveix amb kaymak i nous per sobre.